# Ormosia filifera
Ormosia filifera là một loài ruồi trong họ Limoniidae. Chúng phân bố ở miền Cổ bắc.